# Lisshån
Lisshån är en sjö i Malung-Sälens kommun i Dalarna och ingår i Dalälvens huvudavrinningsområde. Sjön har en area på 0,0534 kvadratkilometer och ligger 410,5 meter över havet. Sjön avvattnas av vattendraget Sångan (Tvärån).

## Delavrinningsområde
Lisshån ingår i det delavrinningsområde (672964-137197) som SMHI kallar för Inloppet i Nissången. Medelhöjden är 440 meter över havet och ytan är 2,17 kvadratkilometer. Räknas de 6 avrinningsområdena uppströms in blir den ackumulerade arean 36,5 kvadratkilometer. Sångan (Tvärån) som avvattnar avrinningsområdet har biflödesordning 4, vilket innebär att vattnet flödar genom totalt 4 vattendrag innan det når havet efter 407 kilometer. Avrinningsområdet består mestadels av skog (65 procent) och sankmarker (29 procent). Avrinningsområdet har 0,12 kvadratkilometer vattenytor vilket ger det en sjöprocent på 5,3 procent.